# ピエール・ブラッスール
ピエール・ブラッスール（Pierre Brasseur、1905年12月22日 - 1972年8月16日）は、フランスの俳優。

## 生涯
ピエール＝アルベール・エスピナス（Pierre-Albert Espinasse）としてパリに生まれる。
俳優になるきっかけは、ブッフ・パリジャン劇場でモーリス・シュヴァリエの演技を見たことであった。
1920年代にパブロ・ピカソ、マックス・ジャコブ、ルイ・アラゴン、アンドレ・ブルトン、ポール・エリュアール、バンジャマン・ペレらのシュルレアリスムの運動に参加し、機関紙『シュルレアリスム革命』に寄稿した。
アルベール・カミュ作の『戒厳令』、ポール・クローデル作の『真昼に分かつ』で主演。ジャン＝ポール・サルトル作の『悪魔と神』にも出演。
1935年に作家としても知られる女優オデット・ジョワイユと結婚。翌1936年に生まれた息子クロード・ブラッスールも俳優である。

## 出演作品
- コニャックの男 (Les Mariés de l'an II, 1971)
- 愛の島ゴトー
- ペルーの鳥 (Les oiseaux vont mourir au Pérou, 1968)
- まぼろしの市街戦 (Le Roi de Cœur, 1966)
- 帰ってきたギャング
- 城の生活
- 恋人たちの世界
- 黒い情事
- 悪い女
- 港町
- ヒッチ・ガール
- 素晴らしき恋人たち
- 汚れなき抱擁
- 家なき子
- 顔のない眼 (Yeux sans visage,1959)
- カルタゴ
- 大家族
- 掟
- リラの門
- 悪の塔
- ナポレオン
- 怪僧ラスプーチン
- やぶにらみの暴君
- 快楽
- 青ひげ (Barbe-Bleue, 1951)
- 失われた想い出
- 死の肖像
- 火の接吻
- 一日だけの天国
- 枯葉　―夜の門―
- 星のない国 (Le Pays sans étoiles, 1946)
- ジェリコ作戦
- 天井桟敷の人々（第一部：犯罪大通り、第二部：白い男）(Les enfants du Paradis, 1945)
- 高原の情熱
- 霧の波止場 (Le Quai des brumes, 1938)